# Joseph Wamps
Bernard-Joseph Wamps, né le 30 novembre 1689 à Lille et mort le 9 août 1744 dans la même ville, est un peintre français.

## Biographie
Bernard-Joseph Wamps naît le 30 novembre 1689 à Lille d'un père inscrit au Registre aux Bourgeois.
Formé dans sa ville natale par Étienne Borne, peintre de la manufacture de faïence Febvrier, ou son frère ainé travaillé. 
Il devient ensuite l'élève d' Arnould de Vuez peintre officiel de la ville.
Sa formation se poursuit à Paris dans l'atelier de Pierre-Jacques Cazes ainsi que de Jean Restout.
Vers 1706, il peint Saint Jean prêchant au désert une toile commandée par une famille noble (probablement les Lancry, d'après les inscriptions lisibles sur la toile).
Le 31 août 1715, il est reçu Premier prix de l'Académie royale de peinture et de sculpture de Paris, avec une toile ayant pour sujet Judith reçoit les richesses trouvées dans la tente d'Holopherne et devient pensionnaire du Roi pour l'Académie de France à Rome où il passe quelques années.
De retour dans sa ville en 1720, il honore de nombreuses commandes pour les établissements religieux lillois et peint des sujets décoratifs pour l'hôtel du gouverneur.
Il reçoit des commandes des couvents et églises de la région (Douai, Cambrai, Arras, Tournai, Gand, Valenciennes).
Son aisance financière lui permet d'acquérir la maison de son maître Arnould de Vuez rue du Metz à Lille.
En 1735, le hautlisseur lillois Guillaume Werniers réalise une série de tapisserie sur la vie du Christ d'après les cartons de Wamps ; elle sera installée dans le chœur de l'Église Saint-Sauveur de Lille. Plusieurs des tapisseries sont conservées dans les musées Lillois et une "les noces de Cana" dans le chœur de l'église Saint Pierre d'Antioche de Villeneuve d'Ascq.
Le 9 août 1744, il meurt en son domicile lillois en présence de son épouse et de ses deux filles.
Il fut inhumé dans l'ancienne église Saint-André à Lille.

## Œuvres
Joseph Wamps a notamment peint plusieurs tableaux pour l'abbaye d'Anchin dont la plupart a été incendiée durant la Seconde Guerre mondiale. Le musée de la Chartreuse de Douai n'en conserve plus que quelques esquisses. 
- La Dernière Cène, réalisée également pour Anchin, se trouve dans la Collégiale Saint-Pierre de Douai

- Le Songe de saint Joseph, musée de l'Hospice Comtesse de Lille

- La Résurrection du Christ, musée de l'Hospice Comtesse de Lille, provenant du couvent des minimes de Gand. Ce tableau a été acquis par le musée de l'Hospice Comtesse, le 2 octobre 2009, lors d'une vente à l'Hôtel Drouot à Paris[1].

- Le Jugement de David, Palais des beaux-arts de Lille

- L'Adoration des mages, église Sainte-Catherine de Lille

- L’Adoration des Bergers, église Sainte-Catherine de Lille

- La Cène, église Saint-Maurice de Lille